# Zabukovje (Šentrupert, Slovenija)
Zabukovje je naselje u slovenskoj Općini Šentrupertu. Zabukovje se nalazi u pokrajini Dolenjskoj i statističkoj regiji Jugoistočnoj Sloveniji. 

## Stanovništvo
Prema popisu stanovništva iz 2002. godine naselje je imalo 25 stanovnika.